# Die Farbe aus dem All
Die Farbe aus dem All (auch: Das Ungeheuer aus dem Weltraum, englischer Originaltitel: The Colour Out of Space) ist eine Kurzgeschichte des amerikanischen Schriftstellers H. P. Lovecraft, die im März 1927 geschrieben und im September desselben Jahres im Pulp-Magazin Amazing Stories veröffentlicht wurde. 1939 erschien sie im Sammelband The Outsider and Others, mit dem die Geschichte des Verlages Arkham House begann. Eine deutsche Übersetzung von Rudolf Hermstein wurde 1969 in die Erzählungssammlung Das Ding auf der Schwelle der Bibliothek des Hauses Usher aufgenommen und 1983 in der Phantastischen Bibliothek des Suhrkamp Verlages nachgedruckt.
In seiner Erzählung verknüpfte Lovecraft Science-Fiction- mit Horrorelementen und schuf auf diese Weise ein Amalgam, das sein späteres Werk charakterisieren sollte.

## Inhalt
Die Farbe aus dem All ist aus der Sicht eines Ich-Erzählers, eines Landvermessers aus Boston, geschrieben. Zur Vorbereitung für den Bau eines Stausees als neues Wasserreservoir für die Stadt Arkham prüft er ein Heidegebiet westlich der Stadt, das geflutet werden soll. Er stößt auf ein mysteriöses Stück Land, ein fünf Morgen großes verlassenes Bauerngehöft, auf welchem jegliches Leben fehlt. Im Zentrum des Gehöfts steht ein alter Brunnen. Die Stätte erfüllt den Landvermesser mit Abscheu und er hastet schnell daran vorbei.
Nach Arkham zurückgekehrt holt der Landvermesser Informationen über das verlassene Gelände ein. Er erfährt etwas von einem alten Einsiedler, Ammi Pierce, und befragt diesen über die „verfluchte Heide“. Der Eremit erzählt ihm die folgende Geschichte.
In den frühen 1880er Jahren war der Hof sehr ertragreich gewesen, unterhalten von Nahum Gardner, dessen Frau und ihren drei Söhnen. Dann, an einem Nachmittag im Juni 1882, fiel ein großer Meteorit auf das Land, neben dem Brunnen. Der Meteorit war aus einem Element, welches auf der Erde unbekannt war. In seinem Inneren befand sich eine Kugel mit einem Farbspektrum, welches ebenfalls nicht auf der Erde vorkam. Während Wissenschaftler niemals genau zu sagen vermochten, was der Meteorit enthalten hatte, war sein Einfluss unbestreitbar – innerhalb eines Jahres trugen die Gardnerfamilie und ihr Gut einen irreparablen Schaden davon.
Während anfangs die angebauten Pflanzen extrem viele Früchte trugen, stellten sich diese alle als ungenießbar heraus. Nach einer Weile begannen die Flora und Fauna in der Nähe des Gardner-Hofes zu mutieren. Die Pflanzen nahmen den Ton der außerirdischen Farbe an und wurden letztendlich grau und spröde, um dann zu Staub zu zerfallen. Die Wissenschaftler gingen von einer Vergiftung durch das außerirdische Element aus und sagten, dass dieses bald aus dem Boden gewaschen sein würde. Auch der Brunnen, aus dem die Gardners ihr Wasser holten, schien vergiftet, doch sie tranken weiterhin, geradezu mechanisch, das Wasser. Die Bäume bewegten sich, auch wenn kein Wind wehte. Nachts leuchtete die Vegetation in einem Ton der außerirdischen Farbe. Schlimmer jedoch war, dass Nahums Frau Nabby und ihr Sohn Thaddeus wahnsinnig wurden. Er musste die beiden in Dachkammern des Hauses einsperren, wo sie sich gegenseitig über den Flur hinweg in einer unverständlichen Sprache anschrien.
Dann begann das Sterben unter den Hoftieren. Die Nutztiere wurden grau und zerfielen, ihr Fleisch war ungenießbar. Die Tierärzte schrieben das plötzliche Sterben des Viehs einer unerklärlichen Krankheit zu, da dieses nie mit den veränderten Früchten der Farm gefüttert worden war. Die Hunde und Katzen liefen weg, Mäuse gab es ohnehin keine mehr. Bald darauf verstarb Thaddeus unter ähnlichen Umständen wie das Vieh. Der jüngste Gardnersohn, Merwin, verschwand bei einem nächtlichen Gang zum Brunnen spurlos.
Nachdem er lange nichts von Nahum gehört hatte, fasste sich Ammi ein Herz und besuchte die Gardner-Farm. Dort fand er Nahum, der endgültig jeden Sinn für die Realität verloren hatte. Der letzte Gardnersohn, Zenas, war inzwischen auch verschwunden. Ammi ging auf den Dachboden, um nach Nabby zu sehen. Als er die Dachkammer betrat, stellte er mit Schrecken fest, dass Mrs. Gardner das Schicksal Thaddeus' teilte. Sie war grau und spröde und in sich zusammengefallen. Für einen Moment strich „ein Pesthauch“ über Ammis Gesicht und die Farbe aus dem All flimmerte vor seinen Augen.
Danach tötete Ammi in einem Akt der Gnade Nabby Gardner, zumindest schließt der Landvermesser dies aus seinen Schilderungen, und ging zurück nach unten zu Nahum. Auch dieser war innerhalb der halben Stunde, die Ammi ihn allein ließ, in sich zusammengefallen und erzählte Ammi, dass etwas in dem Brunnen leben würde, das Merwin und Zenas geholt hätte. Es ernähre sich von dem Land und stehle ihm die Energie. Dann starb auch Nahum.
Ammi floh nach Hause und am nächsten Tag benachrichtigte er die Behörden und führte widerwillig einige Männer zur Gardner-Farm. Nachdem Ammi den Zustand der Toten mit dem Brunnen in Verbindung gebracht hatte, machten sich die Männer daran, diesen leer zu schöpfen. Im Brunnen fanden sie die skelettierten Reste der vermissten Gardnerkinder. Einer der Männer kletterte hinab und stocherte mit einem Stab im Schlamm, fand jedoch nichts.
Danach gingen die Männer ins Haus, während es draußen dunkel wurde. Plötzlich wurden die angebundenen Pferde draußen wild und die Männer bemerkten, wie ein außerirdisches Leuchten aus dem Brunnen kam. Ammi, der sich der Wirkung der Farbe bewusst war, hielt die Männer davon ab, nach draußen zu gehen. Als dann auch das Haus selbst anfing, in der Farbe aus dem All zu leuchten, flohen sie alle zur Hintertür hinaus. Am nächsten Tag waren von der Gardner-Farm nur noch die steinernen Teile des Hauses und der Brunnen übrig.
Ammi erzählt dem Landvermesser noch davon, dass sich das graue Gebiet jährlich etwa einen Zoll ausbreitet. Der Landvermesser kündigt seine Anstellung und verlässt Arkham, in dem Wissen, dass was auch immer in dem Brunnen lebte, noch immer dort ist und nun möglicherweise das neue Wasserreservoir, das inzwischen gebaut wird, vergiftet.

## Für Lovecraft typische Motive

### Nichtmenschliche Einflüsse auf die Menschheit
Die Gardner-Familie wird von der parasitären Farbe aus dem All versklavt. Durch den Konsum der veränderten Lebensmittel und des vergifteten Wassers geraten sie stetig unter die Kontrolle der Farbe, die sich von ihren Körpern und ihrem Geist nährt. Anscheinend geht auch etwas von der Farbe auf sie über; Nabby und Thaddeus scheinen in einer außerirdischen Sprache zu kommunizieren.

### Unfähigkeit, dem Schicksal zu entfliehen
Die Gardners sitzen bis zu ihrem bitteren Ende auf ihrer Farm fest. Während Nabby und Thaddeus Gardner von Nahum eingesperrt werden, werden Merwin, Zenas und Nahum so antriebslos, dass auch sie von dem schrecklichen Ort nicht fliehen. Auch Ammi Pierce verlässt sein Haus nicht, das der „verfluchten Heide“ so nah ist, obwohl er sich bewusst ist, dass diese sich ausbreitet. Lediglich der namenlose Erzähler bricht mit dem Motiv und verlässt Arkham.

### Verbotenes Wissen
Sowohl der Landvermesser als auch Ammi Pierce wissen, dass etwas Unirdisches im Brunnen lauert, doch sie könnten keinem davon erzählen, da man sie dann für wahnsinnig halten würde. Möglicherweise haben sie auch tatsächlich den Verstand verloren, da die Geschichte eine Erzählung des Landvermessers ist.

### Bedrohung der menschlichen Zivilisation
So wie die Farbe die Gardners zerstörte, könnte sie auch die Stadt Arkham zerstören, da letztlich kein Mittel bekannt ist um ihre Auswirkungen zu bekämpfen.

### Isolation, Schweigen und Ablehnung
Die Bevölkerung meidet die Gardners und scheint nicht willens, ihnen zu helfen. Selbst die besten Freunde sind nicht in der Lage, dem Haus nahezukommen. Dass die Kinder nicht mehr zur Schule gehen, scheint auch niemanden zu kümmern. Keiner will mit der Situation infiziert werden und sei es auch nur entfernt.

## Verfilmung
„Die Farbe aus dem All“ wurde bereits mehrfach verfilmt:
- Das Grauen auf Schloß Witley („Die, Monster, Die“, 1965) mit Boris Karloff
- „The Curse“ (1987) mit Wil Wheaton
- „Colour from the Dark“ (2008), Italien[1]
- „Die Farbe“ (2010), Deutschland[2]
- „The Colour Out of Space“ (2017), Deutschland[3]
- Die Farbe aus dem All (Color Out of Space) (2019), USA mit Nicolas Cage